# Station Eisenach West
Station Eisenach West is een spoorwegstation in Eisenach in de Duitse deelstaat Thüringen. Het station werd in 1893 geopend en ligt aan de spoorlijn Erfurt–Bebra. 